# Herringfleet
Herringfleet är en by i civil parish Somerleyton, Ashby and Herringfleet, i distriktet East Suffolk, i grevskapet Suffolk i England. År 1987 blev den en del av den då nybildade Somerleyton, Ashby and Herringfleet. Parish hade 262 invånare år 1961. Byn nämndes i Domedagsboken (Domesday Book) år 1086, och kallades då Heringaflet.